# Bikutsi
El bikutsi és un gènere musical del Camerun que es va desenvolupar sobre la base dels estils tradicionals del poble beti, o ewondo. És principalment una música de ball que es va fer popular a mitjans el segle xx. El poble Beti ha habitat històricament la regió forestal que envolta Yaoundé, la capital del Camerun, i part de Guinea Equatorial. Més recentment la tendència és una migració cap a la capital a la recerca de treball i d'oportunitats d'educació.
Es toca en tota mena d'esdeveniments com festes, funerals i casaments.

## Significat de la paraula
La paraula Bikutsi "Bia-Kut-si" significa literalment "colpejar el terra repetidament". «Bi» és un terme que es fa servir per pluralitzar la paraula que segueix; Kut significa colpejar de manera continuada una superfície sòlida, i Si vol dir "terra".

## Les cerimònies tradicionals beti
Les cerimònies tradicionals Beti estan dividides en dues fases: la fase d'Ekang, on es parla de les qüestions imaginàries, mitològiques o espirituals, i la fase de Bikutsi, on es tracten totes les qüestions del món real. Durant aquestes celebracions, els contistes utilitzen instruments de corda anomenats mvet, que és una arpa de doble cara i amb una caixa de ressonància feta amb una carabassa. Els contistes són vistos com un instrument de Déu per educar la gent. Durant l'Ekang s'utilitzen aplaudiments, balls i recitacions.
En diversos moments del repertori sagrat de l'Ekang hi ha intervals per a interpretacions al balafon (espècie de xilòfon). Aquests intervals marquen el canvi a la fase de Bikutsi, que és molt menys estructurada que l'Ekang. Al Bikutsi canten i ballen al costat del balafon. Les lletres se centren en les relacions, la sexualitat i la vida de les persones famoses. Altres temes freqüents són els problemes de la vida quotidiana, la burla social i aspectes de l'amor.

## Ball
El Bikutsi com ball o dansa, "es balla amb parella o sense",movent gairebé tot el cos al ritme de la cançó i dels instruments. El ritme o cadència pot ser patètic, alegre, ..., en funció del tema i del missatge que el cantant vulgui transmetre.
Cal subratllar, també, que encara que tots estan convidats a ballar, cadascú balla segons la seva vitalitat i les seves emocions. En general, per al Beti, la dansa ens alegra i treu la tristesa. En aquest sentit, el Bikutsi és terapèutic. Quan hi ha esdeveniments tristos com una mort, sempre es fa servir el Bikutsi per acompanyar el mort amb alegria i sobretot manifestar que la vida segueix fins i tot després de la mort. Això és traduït per una versió del Bikutsi anomenada "Bikutsi mortuori" o "ESANI AWU".

## Instruments
Com a ritme musical, el Bikutsi avui en dia fa servir tots els instruments que existeixen, però al començament s'usaven, balafons, el tambor i la guitarra. En aquest cas el que fa la seva especialitat és la manera de tocar aquests instruments.

## Vestimenta
La particularitat del Bikutsi és evidentment el seu ritme i cadència molt alegres, el vestit dels ballarins que són homes i dones és molt especial. La dona porta una roba que es diu "KABA OGONO" i l'home es vesteix amb un vestit fet de fulles de ràfia. Avui dia, s'observa que la dansa bikutsi es redueix al moviment del maluc.

## Bikutsi popular
El Bikutsi popular va aparèixer primer a la dècada del 40 amb la gravació d'Anne-Marie Nzie. Aproximadament vint anys més tard l'estil va ser electrificat amb l'addició de teclats i guitarres elèctriques. L'executant més popular d'aquesta època va ser Messi Me Nkonda Martin, líder dels Camaroes. En un intent per traduir el so i l'esperit tradicional del Bikutsi, Messi va incorporar el so del balafon a la guitarra elèctrica, unint les cordes de la guitarra elèctrica amb cordes de cotó. D'aquesta manera la guitarra sonava similar al balafon. Les funcions del balafon i el mvet van ser substituïdes per les guitarres elèctriques, mentre que els palmells i la instrumentació mbira es van canviar pel sintetitzador i el ritme tradicional va ser marcat per la bateria i altres instruments de percussió.

## Reconeixement internacional
El reconeixement internacional del Bikutsi va arribar el 1987 amb la formació de les Têtes Brûlées. El guitarrista de la banda va descobrir que humitejant les cordes de la guitarra amb una goma escuma, el so s'assemblava encara més al del balafon. El Bikutsi actual és realitzat per artistes com Lady Ponce, K-Tino, RacineSagath i Natasha Bizo. Ha estat criticat pel contingut sexual percebut en les seves lletres i per la seva forma de ballar. Les intèrprets femenines l'utilitzen com un mitjà d'expressió en una societat tradicionalment dominada pels homes.